# Fabiana Diniz
Fabiana Carvalho Carneiro Diniz (* 13. Mai 1981 in Guaratinguetá) ist eine ehemalige brasilianische Handballspielerin, die dem Kader der brasilianischen Nationalmannschaft angehörte.

## Karriere

### Im Verein
Fabiana Diniz, die auf den Spitznamen Dara hört, begann das Handballspielen in ihrem Heimatort. Nachdem die Kreisspielerin 2003 zuletzt in Brasilien für Mauá/São Gonçalo aufgelaufen war, wechselte sie am Jahresende zum portugiesischen Verein Gil Eanes. Später schloss sie sich dem spanischen Verein Cleba León an. Mit Cleba León gewann sie im September 2006 die Copa ABF. 2008 wurde Diniz von Orsán Elda Prestigio verpflichtet, um den Abgang von Begoña Fernández zu kompensieren. Mit Orsán Elda Prestigio nahm sie an der EHF Champions League teil.
Fabiana Diniz wechselte 2009 zum Ligakonkurrenten CB Mar Alicante und schloss sich später Bera Bera an. Mit beiden Vereinen nahm sie am EHF-Pokal teil. Im Sommer 2012 unterschrieb Dara einen Vertrag beim österreichischen Verein Hypo Niederösterreich. Mit Hypo gewann sie in den Spielzeiten 2012/13 sowie 2013/14 sowohl die österreichische Meisterschaft als auch den ÖHB-Cup. In der EHF Champions League 2012/13 schied Hypo Niederösterreich nach der Vorrunde aus, qualifizierte sich jedoch für den laufenden Wettbewerb des Europapokals der Pokalsieger. Hier zog Hypo ins Finale ein und gewann das Endspiel gegen den französischen Verein Issy Paris Hand. 2014 wechselte sie zum französischen Erstligisten Nantes Loire Atlantique Handball. Ab dem 1. Juli 2015 stand sie beim deutschen Verein SG BBM Bietigheim unter Vertrag. Im Sommer 2016 beendete sie ihre Karriere.
Diniz nahm im Jahr 2022 mit einer brasilianischen Mannschaft aus Guaratinguetá an regionalen Meisterschaften teil.

### In der Nationalmannschaft
Fabiana Diniz lief anfangs für die brasilianische Juniorinnen-Nationalmannschaft auf und wurde anschließend in den Kader der A-Nationalmannschaft aufgenommen. Mit der brasilianischen Auswahl nahm sie an den 14. Panamerikanischen Spielen in Santo Domingo, an den 15. Panamerikanischen Spielen in Rio de Janeiro sowie an den 16. Panamerikanischen Spielen in Guadalajara teil, wo sie jeweils die Goldmedaille gewann. Weiterhin nahm die Brasilianerin an den Olympischen Spielen 2004 in Athen, an den Olympischen Spielen 2008 in Peking, den Olympischen Spielen 2012 in London und den Olympischen Spielen 2016 in Rio de Janeiro teil.
Fabiana Diniz gehörte mehrmals dem brasilianischen Weltmeisterschafts-Kader an. Bei der WM 2013 in Serbien feierte Dara den Gewinn des WM-Titels. Bei der Panamerikameisterschaft verbuchte sie fünf Turniersiege – zuletzt 2015.